# Narcissus obesus
Narcissus obesus är en amaryllisväxtart som beskrevs av Richard Anthony Salisbury. Narcissus obesus ingår i släktet narcisser, och familjen amaryllisväxter. Inga underarter finns listade i Catalogue of Life.

## Bildgalleri

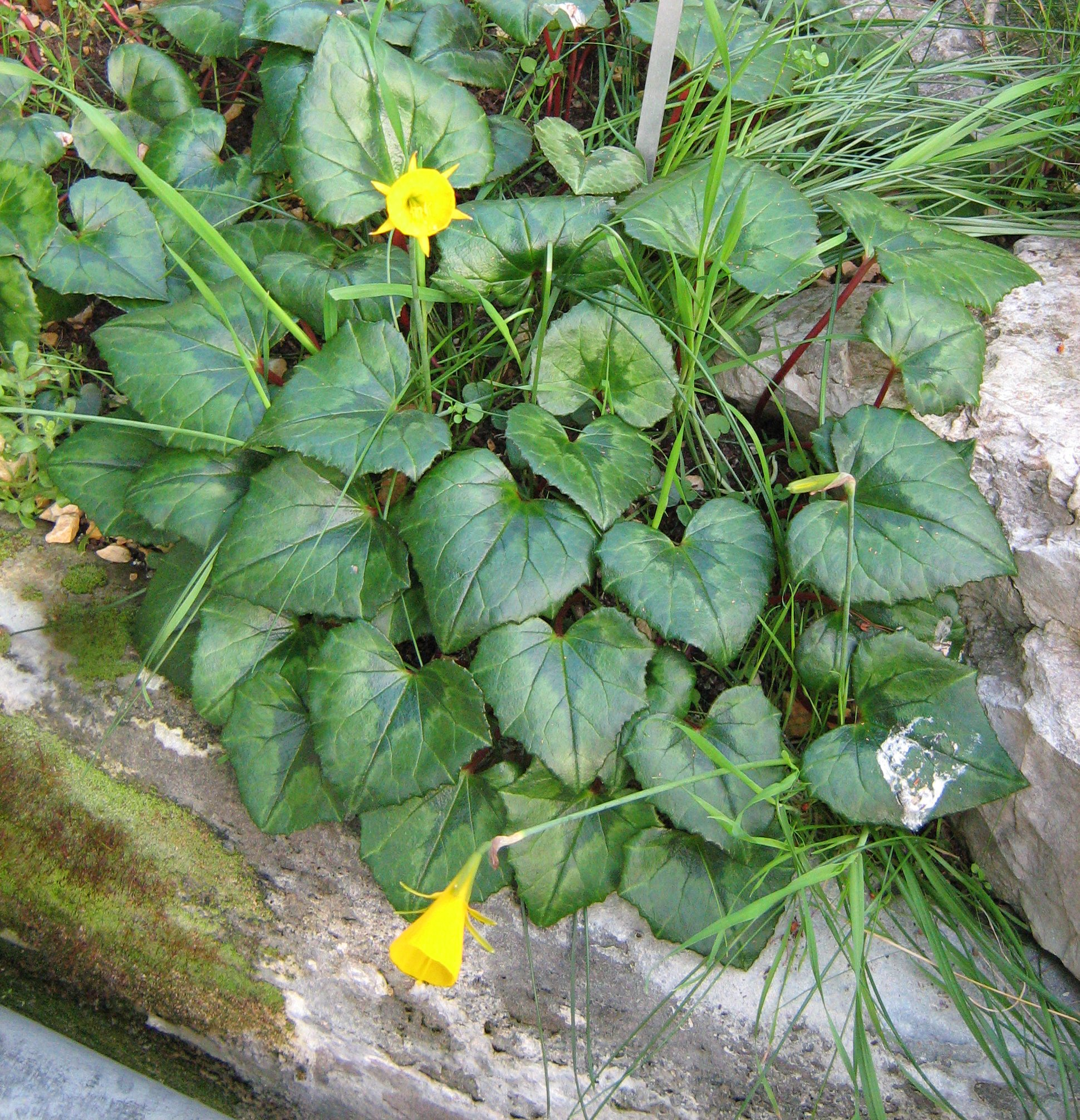
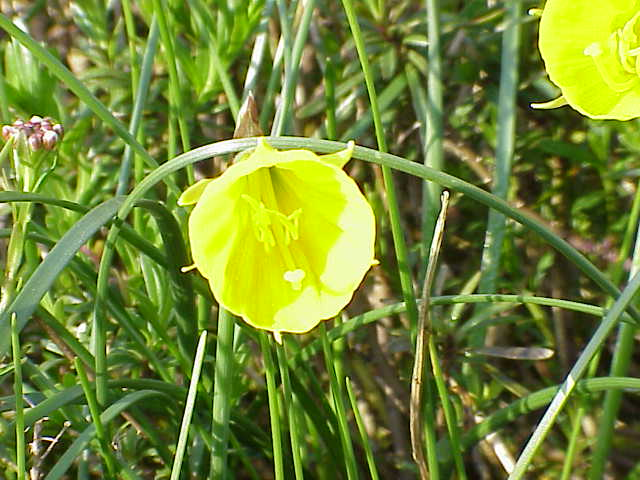
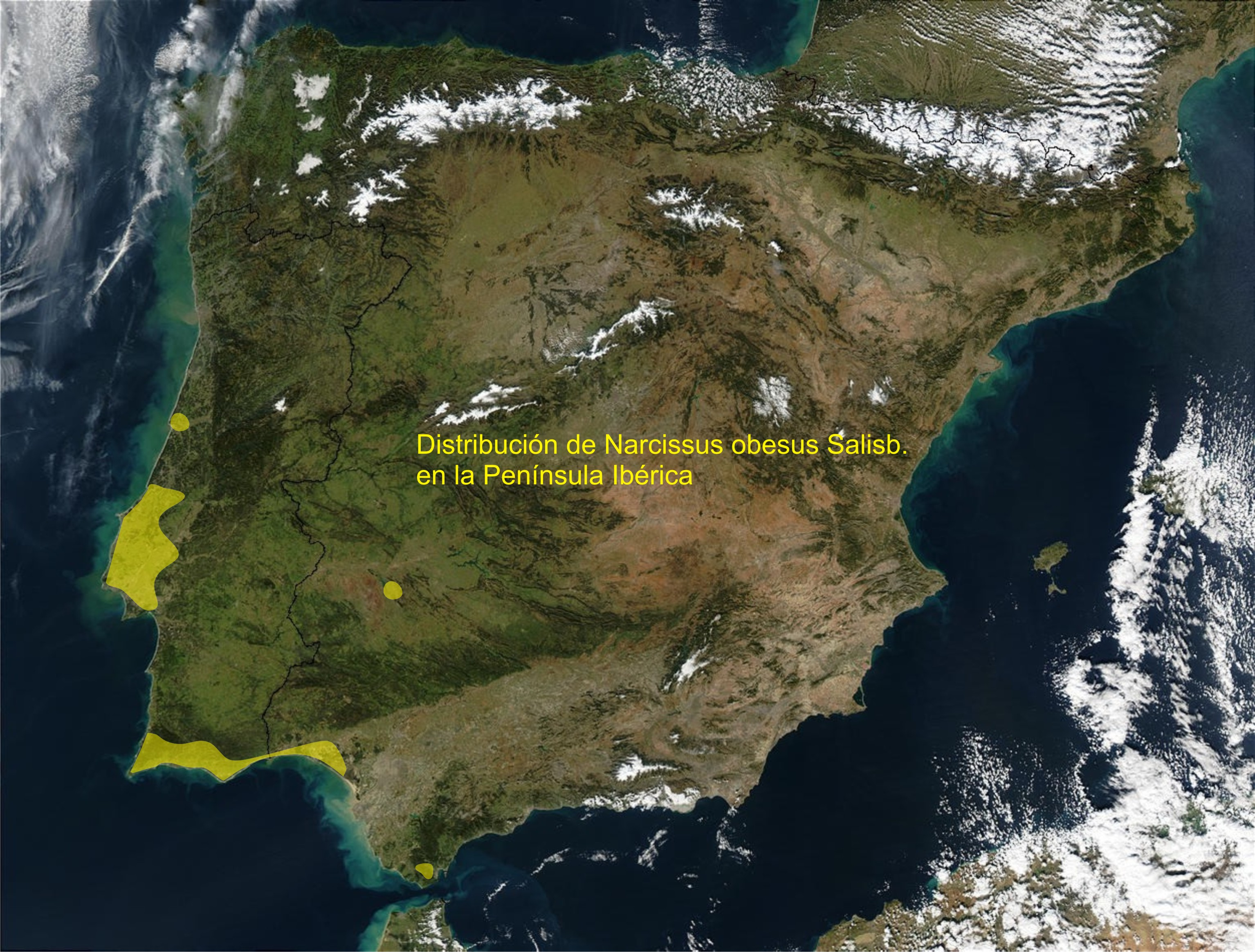